# Campionati europei di BMX
I Campionati europei di BMX sono la principale competizione dello sport della BMX in campo europeo. Vengono organizzati ufficialmente ogni anno, a partire dal 1996, dall'Unione Ciclistica Internazionale (UCI).
Nel corso degli anni il formato dei campionati è mutato, nel 2012 e 2013 si è disputato su 12 manche con una classifica a punti. A partire dal 2014, il titolo viene assegnato mediante un'unica prova, come succede per le altre discipline del ciclismo.

## Edizioni
| N. | Anno | Paese       | Città            |
| -- | ---- | ----------- | ---------------- |
| 1  | 1996 | Svizzera    | Ginevra          |
| 2  | 1997 | Paesi Bassi | Doetinchem       |
| 3  | 1998 | Germania    | Schwedt          |
| 4  | 1999 | Paesi Bassi | Valkenswaard     |
| 5  | 2000 | Francia     | Mandeure         |
| 6  | 2001 | Svizzera    | Ginevra          |
| 7  | 2002 | Germania    | Esselbach        |
| 8  | 2003 | Francia     | Vallet           |
| 9  | 2004 | Rep. Ceca   | Klatovy          |
| 10 | 2005 | Svizzera    | Echichens        |
| 11 | 2006 | Regno Unito | Cheddar          |
| 12 | 2007 | Francia     | Romans-sur-Isère |
| 13 | 2008 | Germania    | Weiterstadt      |
| 14 | 2009 | Danimarca   | Fredericia       |
| 15 | 2010 | Norvegia    | Sandnes          |
| 16 | 2011 | Paesi Bassi | Haaksbergen      |
| 17 | 2012 | Francia     | Orléans          |
| 18 | 2013 | Belgio      | Dessel           |
| 19 | 2014 | Danimarca   | Roskilde         |
| 20 | 2015 | Paesi Bassi | Erp              |
| 21 | 2016 | Italia      | Verona           |
| 22 | 2017 | Francia     | Bordeaux         |
| 23 | 2018 | Regno Unito | Glasgow          |
| 24 | 2019 | Lettonia    | Valmiera         |
| 25 | 2020 | Belgio      | Dessel           |

## Palmarès Uomini

### Categoria Elite

#### Antiche categorie
| Anno | Cruiser            |
| 1996 | Denis Labigang     |
| 1997 | Dennis Wissink     |
| 1998 | Thierry Fouilleul  |
| 1999 | Carmine Falco      |
| 2000 | Florent Boutte     |
| 2001 | Dennis Wissink     |
| 2002 | Dennis Wissink     |
| 2003 | Roger Rinderknecht |
| 2004 | Mickael Prokop     |
| 2005 | Jérôme Leocadie    |
| 2006 | Non disputato      |
| 2007 | Non disputato      |
| 2008 | Thomas Hamon       |

#### Prove attuali
Corsa
| Anno | Campione              | Secondo                  | Terzo                 |
| 1996 | Dale Holmes           | Dylan Clayton            | Mark van Leur         |
| 1997 | Dale Holmes           | Thomas Allier            | Roy van Leur          |
| 1998 | Thomas Allier         | Dylan Clayton            | Florent Boutte        |
| 1999 | Robert de Wilde       | Roy van Leur             | Florent Boutte        |
| 2000 | Robert de Wilde       | Florent Boutte           | Leiv Ove Nordmark     |
| 2001 | Florent Boutte        | Frédéric King            | Ivo Lakučs            |
| 2002 | Florent Boutte        | Ivo Lakučs               | Lukáš Tamme           |
| 2003 | Ivo Lakučs            | Lukáš Tamme Medhi Remili |                       |
| 2004 | Thomas Allier         | Michal Prokop            | Leiv Ove Nordmark     |
| 2005 | Thomas Allier         | Ivo Lakučs               | Florent Boutte        |
| 2006 | Arturs Matisons       | Ivo Lakučs               | Artis Žentiņš         |
| 2007 | Thomas Allier         | Māris Štrombergs         | Artūrs Matisons       |
| 2008 | Māris Štrombergs      | Ivo Lakučs               | Thomas Hamon          |
| 2009 | Martijn Scherpen      | Arnaud Dubois            | Roy van den Berg      |
| 2010 | Raymon van der Biezen | Thomas Hamon             | Artūrs Matisons       |
| 2011 | Joris Daudet          | Edzus Treimanis          | Thomas Hamon          |
| 2012 | Edzus Treimanis       | Rihards Veide            | Jordy van der Heijden |
| 2013 | Māris Štrombergs      | Edzus Treimanis          | Quentin Caleyron      |
| 2014 | Māris Štrombergs      | Romain Mayet             | Martijn Jaspers       |
| 2015 | Twan van Gendt        | Niels Bensink            | Quentin Caleyron      |
| 2016 | Raymon van der Biezen | David Graf               | Sylvain André         |
| 2017 | Joris Daudet          | Twan van Gendt           | Sylvain André         |
| 2018 | Kyle Evans            | Kye Whyte                | Sylvain André         |

Cronometro
| Anno | Campione      | Secondo      | Terzo      |
| 2016 | Romain Mahieu | Damien Godet | David Graf |

### Podio junior
| Anno      | Campione             | Secondo           | Terzo            |
| 2011      | Benjamin Janssens    | Thomas Doucet     | Quentin Derom    |
| 2011-2012 | Amidou Mir           | Romain Mahieu     | Julian Schmidt   |
| 2013      | Amidou Mir           | Tore Navrestad    | Niek Kimmann     |
| 2014      | Niek Kimmann         | Kristens Krigers  | Jay Schippers    |
| 2015      | Mathijs Verhoeven    | Koen Van Der Wijs | Gauthier Bera    |
| 2016      | Mathis Ragot-Richard | Cédric Butti      | Paddy Sharrock   |
| 2017      | Cédric Butti         | Gil Brunner       | Titouan Blanchod |
| 2018      | Léo Garoyan          | Dylan Gobert      | Hugo Marszalek   |

## Palmarès Donne

### Categoria Elite

#### Antiche categorie
| Anno | Cruiser          |
| 2008 | Cyrielle Convert |

#### Prove attuali
Corsa
| Anno | Campione               | Secondo                | Terzo                |
| 1996 | Kerstin Munski         | Tina Madsen            | Astrid Delescluse    |
| 1997 | Karien Gubbels         | Natascha Massop        | Kerstin Munski       |
| 1998 | Kerstin Munski         | Karien Gubbels         | Audrey Pichol        |
| 1999 | Ellen Bollansée        | Dagmara Poláková       | Tatjana Schocher     |
| 2000 | Ellen Bollansée        | Karine Chambonneau     | Dagmara Poláková     |
| 2001 | Karine Chambonneau     | Aurélia Don            | Dagmara Poláková     |
| 2002 | Helena Aubry           | Dagmara Poláková       | Jana Horáková        |
| 2003 | Jana Horakova          | Dagmara Poláková       | Elodie Ajinça        |
| 2004 | Willy Kanis            | Jana Horáková          | Lydia Fauré          |
| 2005 | Laëtitia Le Corguillé  | Aneta Hladíková        | Willy Kanis          |
| 2006 | Laëtitia Le Corguillé  | Jana Horáková          | Cécile Lazzarotto    |
| 2007 | Anne-Caroline Chausson | Aneta Hladíková        | Willy Kanis          |
| 2008 | Laëtitia Le Corguillé  | Anne-Caroline Chausson | Magalie Pottier      |
| 2009 | Eva Ailloud            | Laëtitia Le Corguillé  | Manon Valentino      |
| 2010 | Lieke Klaus            | Aneta Hladíková        | Eva Ailloud          |
| 2011 | Manon Valentino        | Magalie Pottier        | Jana Horáková        |
| 2012 | Eva Ailloud            | Jana Horáková          | Aneta Hladikova      |
| 2013 | Manon Valentino        | Vilma Rimšaitė         | Elke Vanhoof         |
| 2014 | Laura Smulders         | Manon Valentino        | Simone Christensen   |
| 2015 | Elke Vanhoof           | Simone Christensen     | Laura Smulders       |
| 2016 | Sarah Sailer           | Marine Lacoste         | Sandra Aleksejeva    |
| 2017 | Laura Smulders         | Elke Vanhoof           | Simone Christensen   |
| 2018 | Laura Smulders         | Simone Christensen     | Yaroslava Bondarenko |

Cronometro
| Anno | Campione       | Secondo          | Terzo                |
| 2016 | Merel Smulders | Bethany Shriever | Yaroslava Bondarenko |